# AY Водолея
AY Водолея (лат. AY Aquarii) — двойная затменная переменная звезда типа W Большой Медведицы (EW) в созвездии Водолея на расстоянии приблизительно 1720 световых лет (около 528 парсеков) от Солнца. Видимая звёздная величина звезды — от +14,4m до +13,4m. Орбитальный период — около 0,282 суток (6,7679 часов).

## Характеристики
Первый компонент — жёлтая звезда спектрального класса G. Эффективная температура — около 5474 К.